# Demokratia
Demokratia (デモクラティア, Dēmokratía) est un seinen manga de Motorō Mase, prépublié dans le magazine Big Comic Spirits entre août 2013 et octobre 2015, et publié par l'éditeur Shōgakukan en cinq volumes reliés sortis entre décembre 2013 et novembre 2015. La version française est éditée par Kazé en autant de volumes sortis entre janvier 2015 et mars 2016.

## Synopsis
Fruit de l’émulation entre Taku Maezawa, élève en ingénierie et Hisashi Iguma, spécialiste en robotique, le concept de « Dēmokratía » semble révolutionnaire : 3 000 personnes, recrutées au hasard sur le web, décideront à la majorité via un réseau social des faits et gestes de Maï. Ce robot d’apparence féminine pourrait ainsi devenir le creuset d’un savoir collectif, la convergence de 3 000 intelligences… Mais l’expérience pourrait aussi révéler qu’à l’épreuve du monde réel, démocratie n’est pas toujours synonyme de raison…

## Personnages
- Taku Maezawa : élève en ingénierie. Il a créé un logiciel permettant de faire émerger des propositions minoritaires lors d'un vote.
- Hisashi Iguma : spécialiste en robotique.
- Maï : androïde d'apparence féminine (ou gynoïde). Elle n'est pas capable de prendre des décisions seules, elle est téléguidée par les décisions démocratiques des 3000 participants de Dēmokratía.

## Liste des volumes
En France, la série est également rassemblée en un coffret en édition limitée sorti le 16 novembre 2016  (ISBN 978-2-82032-534-1).
| no | Japonais         | Japonais          | Français          | Français          |
| no | Date de sortie   | ISBN              | Date de sortie    | ISBN              |
| --- | ---------------- | ----------------- | ----------------- | ----------------- |
| 1 | 27 décembre 2013 | 978-4-09-185706-4 | 7 janvier 2015    | 978-2-82031-676-9 |
| Liste des chapitres : - Chapitre 1 : SCREEN 1 - Chapitre 2 : SCREEN 2 - Chapitre 3 : SCREEN 3 - Chapitre 4 : SCREEN 4 - Chapitre 5 : SCREEN 5 - Chapitre 6 : SCREEN 6 - Chapitre 7 : SCREEN 7                                                                            |                  |                   |                   |                   |
| 2 | 28 février 2014  | 978-4-09-185874-0 | 17 juin 2015      | 978-2-82031-736-0 |
| Liste des chapitres : - Chapitre 8 : SCREEN 8 - Chapitre 9 : SCREEN 9 - Chapitre 10 : SCREEN 10 - Chapitre 11 : SCREEN 11 - Chapitre 12 : SCREEN 12 - Chapitre 13 : SCREEN 13 - Chapitre 14 : SCREEN 14 - Bonus 1 : Robot - Bonus 2 : Smoke                              |                  |                   |                   |                   |
| 3 | 28 novembre 2014 | 978-4-09-186602-8 | 23 septembre 2015 | 978-2-82032-210-4 |
| Liste des chapitres : - Chapitre 15 : SCREEN 2.1 - Chapitre 16 : SCREEN 2.2 - Chapitre 17 : SCREEN 2.3 - Chapitre 18 : SCREEN 2.4 - Chapitre 19 : SCREEN 2.5 - Chapitre 20 : SCREEN 2.6 - Chapitre 21 : SCREEN 2.7                                                       |                  |                   |                   |                   |
| 4 | 30 janvier 2015  | 978-4-09-186743-8 | 2 décembre 2015   | 978-2-82032-233-3 |
| Liste des chapitres : - Chapitre 22 : SCREEN 2.8 - Chapitre 23 : SCREEN 2.9 - Chapitre 24 : SCREEN 2.10 - Chapitre 25 : SCREEN 2.11 - Chapitre 26 : SCREEN 2.12 - Chapitre 27 : SCREEN 2.13 - Chapitre 28 : SCREEN 2.14 - Chapitre 29 : SCREEN 2.15                      |                  |                   |                   |                   |
| 5 | 30 novembre 2015 | 978-4-09-187344-6 | 23 mars 2016      | 978-2-82032-348-4 |
| Liste des chapitres : - Chapitre 30 : SCREEN 3.1 - Chapitre 31 : SCREEN 3.2 - Chapitre 32 : SCREEN 3.3 - Chapitre 33 : SCREEN 3.4 - Chapitre 34 : SCREEN 3.5 - Chapitre 35 : SCREEN 3.6 - Chapitre 36 : SCREEN 3.7 - Chapitre 37 : SCREEN 3.8 - Chapitre 38 : SCREEN 3.9 |                  |                   |                   |                   |

## Réception
En France, pour AnimeLand, « Motorō Mase met en place sa problématique de fond accompagnée d'une dynamique visuelle qui nous montre l'envers du décor des réseaux sociaux, la plaque tournante du tout et n'importe quoi ».

### Édition japonaise
Shōgakukan
1. 1 2  (ja) « Tome 1 »
2. 1 2  (ja) « Tome 2 »
3. 1 2  (ja) « Tome 3 »
4. 1 2  (ja) « Tome 4 »
5. 1 2  (ja) « Tome 5 »

### Édition française
Kazé
1. 1 2  (fr) « Tome 1 »
2. 1 2  (fr) « Tome 2 »
3. 1 2  (fr) « Tome 3 »
4. 1 2  (fr) « Tome 4 »
5. 1 2  (fr) « Tome 5 »